# Карнаухова Ірина Валеріанівна
Іри́на Валеріа́нівна Карнау́хова (7 (20) листопада 1901, Київ, Російська імперія — 13 квітня 1959, Ленінград, СРСР) — радянська письменниця, фольклористка, збирачка народних казок; членкиня Спілки письменників СРСР.

## Біографія
Народилася 7 листопада (20 листопада за новим стилем) у Києві. Батько був працівником залізниці; мати, Алла Митрофанівна Карнаухова, працювала в редакціях різних київських газет. Дід з боку матері був київським видавцем, головою журналу «Мистецтво та життя» (рос. Искусство и жизнь) та газети «Життя та мистецтво» (рос. Жизнь и искусство).
Друкуватися почала від 1918 року, після закінчення гімназії. У роки Громадянської війни опинилася спочатку в Єйську, потім — у Катеринодарі, де працювала в бібліотечній системі Відділу народної освіти. Навесні 1921 року поїхала до Москви для навчання на курсах інструкторів-організаторів при Головполітпросвіті. Одночасно в Москві відвідувала Інститут живого слова (пізніше — Державний інститут слова, закритий 1924 року).
1922 року із сім'єю матері переїхала в Петроград, навчалася там на вищих курсах при Державному інституті історії мистецтв (ДІІМ, нині Російський інститут історії мистецтв). Познайомилася з Корнієм Чуковським і Анною Ахматовою. Влітку 1923 року, разом із Софією Толстою (онука Л. М. Толстого), відпочивала в Криму в Коктебелі у Максиміліана Волошина. В цьому літературному середовищі Ірина Карнаухова була відома, як виконавиця російських народних казок.
Після закінчення вищих курсів ДІІМ, де вивчала фольклор, почала працювати в секції вивчення селянського мистецтва цього ж навчального закладу. Влітку 1926 разом з іншими співробітниками секції здійснила експедицію в Заонежжя, зібравши там матеріали щодо казок, опубліковані в статтях «Заонезькі казки» (рос. Заонежские сказки) і «Казкарі та казка в Заонежжі» (рос. Сказочники и сказка в Заонежье). Влітку 1927 року експедиція ДІІМ вирушила на річку Пінегу — праву притоку Північної Двіни. Після закінчення експедиції Ірина Карнаухова побувала також у західній частині Помор'я. 1928 року знову брала участь в експедиції ДІІМ на річку Мезень, а 1929 року — на Печору. Остання її наукова експедиція до біломорських риболовецьких сіл відбулася 1932 року в рамках її співпраці з інститутом із вивчення народів СРСР. За підсумками цих фольклорних експедицій Карнаухова опублікувала кілька праць.
На початку 1930-х років після реорганізації ДІІМ втратила роботу і зайнялася літературною творчістю, написавши низку творів для дітей. Стала членкинею Ленінградського відділення Всеросійської спілки письменників. У середині цього десятиліття співпрацювала з Ленінградським радіокомітетом (нині П'ятий канал (Росія)), вела свою популярну передачу «Казки бабусі Аріни» (рос. Сказки бабушки Арины). Досвід роботи на радіо підштовхнув до створення дитячих книг із літературно опрацьованими казками — саме ця галузь літератури для дітей стала визначальною у творчості Карнаухової.
На початку Німецько-радянської війни разом із дитячим табором-інтернатом Ленінградського літфонду евакуювалася до Молотовської області (нині Пермський край), де до 1944 року працювала вчителькою. В роки війни вийшло кілька її книг з літературно опрацьованими фольклорними матеріалами. Повернувшись до Ленінграда, продовжила літературну діяльність, написала дитячі п'єси, також створені за фольклорними мотивами: «Червоненька квіточка» (рос. Аленький цветочек), «Золоте руно» (рос. Золотое руно), «Оленка» (рос. Аленушка), «Ілля Муромець» (рос. Илья Муромец), «Веселий кравчик» (рос. Веселый портняжка), «Мар'я-краса» (рос. Марья-краса), «Будиночок-пряник» (рос. Домик-пряник) та інші. Багато її творів перекладено в країнах народної демократії.
Померла 13 квітня 1959 року в Ленінграді внаслідок тяжкої хвороби.

## Сім'я
- Перший чоловік — Ісаак Мойсейович Меттер (1906—2006)[3], кандидат технічних наук, завідувач кафедри фізики Ленінградського кораблебудівного інституту[ru] (до війни) і Ленінградського електротехнічного інституту зв'язку[ru] (1946—1970)[4], автор книги «На березі пустельних хвиль…» (рос. На берегу пустынных волн…; історичні нариси про Петербург XVIII століття, 1999); брат письменника Ізраїля Меттера[ru].
- Другий чоловік — Едгар Михайлович Арнольді[ru][5], кінознавець, кінокритик, журналіст і редактор.